# 2019年度国家科学技术进步奖获奖项目列表
2019年度国家科学技术进步奖获奖项目列表，是指2020年1月10日的国家科学技术奖励大会上颁布、荣获2019年度国家科学技术进步奖的获奖项目名单。

## 特等奖
| 序号 | 编 号      | 项目名称                                                  | 主要完成人 | 主要完成单位 | 提名单位 |
| ---- | ---------- | --------------------------------------------------------- | --- | --- | -------- |
| 1    | J-216-0-01 | 海上大型绞吸疏浚装备的自主研发与产业化 （天鲸号、新海旭） | 谭家华，顾明，侯晓明 费龙，何炎平，陈源华 王健，张晴波，朱荣 杨启，俞孟蕻，严忠胜 孟咸宏，陈新华，顾敏童 丁树友，李晞，夏利娟 周瑞平，向功顺，张晓枫 蒋如宏，郑琳珠，甄义省 黄超，朱连宇，刘亚东 张宝辉，徐而敏，赵永生 凌良勇，王立强，余龙 王炜，戴文伯，陈新权 刘渊，严云福，谷孝利 丁勇，杨正军，冯永军 洪国军，姜国旺，丁金鸿 林森，苏贞，李晓燕 缪袁泉，罗刚 | 上海交通大学 中交天津航道局有限公司 中交上海航道局有限公司 长江航道局 中国船舶工业集团公司第七〇八研究所 江苏科技大学 上海振华重工（集团）股份有限公司 中交疏浚技术装备国家工程研究中心有限公司 江苏海新船务重工有限公司 上海船用柴油机研究所 广州文冲船厂有限责任公司 中交疏浚（集团）股份有限公司 招商局重工（深圳）有限公司 中国铁建港航局集团有限公司 武汉理工大学 中交广州航道局有限公司 江苏海宏建设工程有限公司 上海齐耀重工有限公司 | 教育部   |
| 2    | J-222-0-01 | 长江三峡枢纽工程                                          | | 中国长江三峡集团有限公司 水利部长江水利委员会 长江勘测规划设计研究院 中国能源建设集团有限公司 中国电力建设集团有限公司 哈尔滨电机厂有限责任公司 东方电气集团东方电机有限公司 中国长江电力股份有限公司 中国三峡建设管理有限公司 三峡机电工程技术有限公司 中国葛洲坝集团股份有限公司 长江水利委员会长江科学院 中国水利水电科学研究院 南京水利科学研究院 清华大学 河海大学 武汉大学 长江水利委员会水文局 中国水利水电第八工程局有限公司 中国水利水电第四工程局有限公司 中国葛洲坝集团机电建设有限公司 中国葛洲坝集团三峡建设工程有限公司 长江三峡技术经济发展有限公司 中国电建集团西北勘测设计研究院有限公司 天津大学 中国科学院水生生物研究所 中国科学院电工研究所 长江流域水资源保护局 水电水利规划设计总院 三峡大学 | 水利部   |
| 3    | 保密       | 保密                                                      | 保密 | 保密 | 保密     |

## 一等奖
| 序号 | 编 号        | 项目名称                                               | 主要完成人 | 主要完成单位 | 提名单位或个人             |
| ---- | ------------ | ------------------------------------------------------ | --- | --- | -------------------------- |
| 1    | J-215-1-01   | 高品质特殊钢绿色高效电渣重熔关键技术的开发和应用       | 姜周华，赵欣，董艳伍 李杰，臧喜民，刘殿山 李花兵，张英杰，周立新 耿鑫，刘福斌，张旭东 姜方，余强，董君伟         | 东北大学 宝武特种冶金有限公司 舞阳钢铁有限责任公司 辽宁科技大学 通裕重工股份有限公司 中钢集团邢台机械轧辊有限公司 大冶特殊钢股份有限公司 江阴兴澄特种钢铁有限公司 邢台钢铁有限责任公司 沈阳华盛冶金技术与装备有限责任公司                                                                   | 中国钢铁工业协会           |
| 2    | J-210-1-01   | 渤海湾盆地深层大型整装凝析气田勘探理论技术与重大发现   | 谢玉洪，薛永安，邓建明 徐长贵，施和生，周东红 牛成民，邓运华，田立新 李慧勇，刘小刚，吕丁友 王昕，尚锁贵，张功成 | 中国海洋石油集团有限公司 中国石油大学（华东） 成都理工大学 中国地质大学 中国石油大学（北京） 吉林大学 长江大学 北京石大科胜石油科技有限公司 | 中国海洋石油集团有限公司   |
| 3    | J-25201-1-01 | 中国高精度数字高程基准建立的关键技术及其推广应用       | 李建成，邹贤才，姚宜斌 申文斌，魏辉，王彬 张士柱，刘秀，石强 陈为民，杨一挺，向泽君 张孝成，陈弘奕，李国鹏       | 武汉大学 湖北省测绘工程院 内蒙古自治区测绘地理信息局 深圳市地籍测绘大队 宁波市自然资源和规划局 浙江省第一测绘院 重庆市勘测院 重庆市国土资源和房屋勘测规划院 山西省测绘工程院 国家测绘地理信息局第一大地测量队                                                                               | 中国地理信息产业协会       |
| 4    | J-219-1-01   | 高光效长寿命半导体照明关键技术与产业化                 | 李晋闽，林科闯，王军喜 伊晓燕，刘志强，范玉钵 林洺锋，朱晓东，李国平 袁毅凯，阮军，梁毅 吴晞敏，蔡文必，刘乃鑫   | 中国科学院半导体研究所 三安光电股份有限公司 厦门华联电子股份有限公司 深圳市洲明科技股份有限公司 河北立德电子有限公司 北京良业环境技术股份有限公司 鸿利智汇集团股份有限公司 佛山市国星光电股份有限公司 北京半导体照明科技促进中心 厦门光莆电子股份有限公司                                   | 中国科学院                 |
| 5    | J-22301-1-01 | 复杂艰险山区高速公路大规模隧道群建设及营运安全关键技术 | 何川，方勇，王明年 李祖伟，汪波，韩直 晏启祥，吴德兴，林才奎 陈乐生，李玉文，李海鹰 曾忠，王卫平，许金华         | 西南交通大学 重庆高速公路集团有限公司 招商局重庆交通科研设计院有限公司 四川省交通运输厅公路规划勘察设计研究院 浙江省交通规划设计研究院有限公司 广东省长大公路工程有限公司 四川公路桥梁建设集团有限公司 四川广甘高速公路有限责任公司 四川都汶公路有限责任公司 成都金隧自动化工程有限责任公司 | 中国公路学会               |
| 6    | J-22302-1-01 | ARJ21喷气支线客机工程                                  | 陈勇，吴兴世，郭博智 赵鹏，陈迎春，谢灿军 田剑波，常红，白永宽 沈小明，赵克良，修忠信 朱广荣，吕军，赵春玲       | 中国商用飞机有限责任公司 中国航空工业集团有限公司 | 中国航空学会               |
| 7    | J-220-1-01   | FT-1500A高性能通用64位微处理器及应用                   | 窦强，赵振宇，王永文 邓让钰，高军，周宏伟 邓宇，潘国腾，张承义 龚锐，邓林，欧国东 郭御风，马卓，隋兵才           | 中国人民解放军国防科技大学 中国电子信息产业集团有限公司 天津飞腾信息技术有限公司 | 湖南省                     |
| 8    | J-21702-1-01 | 脉冲强磁场国家重大科技基础设施                         | | 华中科技大学 西北有色金属研究院 北京大学 中国电力科学研究院有限公司 中国科学院物理研究所 湖南大学 南京大学 复旦大学 南方电网科学研究院有限责任公司 东北大学 | 郭剑波、赵宪庚、李建刚     |
| 9    | J-211-1-01   | 制浆造纸清洁生产与水污染全过程控制关键技术及产业化     | 陈克复，应广东，徐峻 张凤山，李军，曹衍军 乔军，李晓亮，莫立焕 安庆臣，冯郁成，曾劲松 周景蓬，张伟，韩文佳       | 华南理工大学 山东太阳纸业股份有限公司 山东华泰纸业股份有限公司 齐鲁工业大学 | 教育部                     |
| 10   | J-22101-1-01 | 高层钢-混凝土混合结构的理论、技术与工程应用            | 周绪红，刘界鹏，傅学怡 张素梅，杨想兵，徐坤 徐国军，杨波，童根树 周期石，林旭川，张小冬 李江，王宇航，刘晓刚     | 重庆大学 悉地国际设计顾问（深圳）有限公司 中建钢构有限公司 浙江绿筑集成科技有限公司 中冶建筑研究总院有限公司 哈尔滨工业大学 湖南大学 浙江大学 中国地震局工程力学研究所 中南大学 | 中国钢结构协会             |
| 11   | J-234-1-01   | 中医脉络学说构建及其指导微血管病变防治                 | 吴以岭，杨跃进，贾振华 李新立，黄从新，杨明会 曹克将，董强，吴伟康 曾定尹，温进坤，高彦彬 周京敏，魏聪，郑青山   | 河北以岭医药研究院有限公司 中国医学科学院阜外医院 江苏省人民医院 武汉大学人民医院 中国人民解放军总医院 复旦大学附属华山医院 中山大学 河北医科大学 首都医科大学 复旦大学附属中山医院 | 中华中医药学会             |
| 12   | J-210-1-02   | 中东巨厚复杂碳酸盐岩油藏亿吨级产能工程及高效开发       | 宋新民，黄永章，王贵海 田昌炳，成忠良，李勇 范建平，刘合年，许岱文 郭睿，欧瑾，李保柱 冀成楼，朱光亚，穆龙新     | 中国石油国际勘探开发有限公司 中国石油天然气股份有限公司勘探开发研究院 中国石油工程建设有限公司 | 中国石油天然气集团有限公司 |
| 13   | J-207-1-01   | 高性能精密制造                                         | 郭东明，贾振元，高航 王永青，孙玉文，王福吉 雷明凯，刘巍，盛贤君 张振宇，吴东江，张军 金洙吉，杨睿，周平         | 大连理工大学 | 教育部                     |

## 二等奖
| 序号 | 编 号        | 项目名称                                                     | 主要完成人                                                                  | 主要完成单位 | 提名单位（专家）           |
| ---- | ------------ | ------------------------------------------------------------ | --------------------------------------------------------------------------- | --- | -------------------------- |
| 1    | J-201-2-01   | 优质早熟抗寒抗赤霉病小麦新品种西农979的选育与应用            | 王辉，闵东红，李学军 孙道杰，冯毅，张玲丽 黑更全，王令涛，严勇敢 王学友     | 西北农林科技大学 河南金粒种业有限公司 | 李振声                     |
| 2    | J-201-2-02   | 多抗优质高产“农大棉”新品种选育与应用                         | 马峙英，张桂寅，吴立强 王省芬，卢怀玉，李志坤 张艳，徐东永，柯会锋 王国宁   | 河北农业大学 河间市国欣农村技术服务总会 | 河北省                     |
| 3    | J-201-2-03   | 茄果类蔬菜分子育种技术创新及新品种选育                       | 叶志彪，姚明华，张俊红 张余洋，欧阳波，王涛涛 李晓东，王飞，李汉霞 郑伟     | 华中农业大学 湖北省农业科学院经济作物研究所 西安金鹏种苗有限公司 武汉楚为生物科技股份有限公司                                                                                                  | 湖北省                     |
| 4    | J-201-2-04   | 广适高产稳产小麦新品种鲁原502的选育与应用                    | 李新华，刘录祥，李鹏 吴建军，高国强，孙明柱 赵林姝，王美华，张凤云 郭利磊   | 山东省农业科学院原子能农业应用研究所 中国农业科学院作物科学研究所 山东鲁研农业良种有限公司 | 山东省                     |
| 5    | J-201-2-05   | 耐密高产广适玉米新品种中单808和中单909培育与应用             | 黄长玲，刘志芳，李新海 吴宇锦，李绍明，王红武 李少昆，胡小娇，李坤 谢传晓   | 中国农业科学院作物科学研究所 中国农业大学 | 农业农村部                 |
| 6    | J-202-2-01   | 混合材高得率清洁制浆关键技术及产业化                         | 房桂干，邓拥军，戴红旗 许凤，耿光林，刘燕韶 沈葵忠，范刚华，丁来保 盘爱享   | 中国林业科学研究院林产化学工业研究所 南京林业大学 北京林业大学 山东晨鸣纸业集团股份有限公司 山东华泰纸业股份有限公司 江苏金沃机械有限公司                                                      | 国家林业和草原局           |
| 7    | J-202-2-02   | 东北东部山区森林保育与林下资源高效利用技术                   | 朱教君，于立忠，何兴元 闫巧玲，杨凯，王政权 李秀芬，刘常富，高添 佟立君     | 中国科学院沈阳应用生态研究所 中国科学院东北地理与农业生态研究所 东北林业大学 中国林业科学研究院森林生态环境与保护研究所 沈阳农业大学 黑龙江省林业科学院                                        | 中国科学院                 |
| 8    | J-202-2-03   | 植物细胞壁力学表征技术体系构建及应用                         | 费本华，余雁，王戈 赵荣军，王汉坤，田根林 黄安民，王小青，刘杏娥 程海涛     | 国际竹藤中心 中国林业科学研究院木材工业研究所 上海中晨数字技术设备有限公司 中国纤维质量监测中心                                                                                                | 国家林业和草原局           |
| 9    | J-202-2-04   | 中国特色兰科植物保育与种质创新及产业化关键技术               | 兰思仁，刘仲健，曾宋君 尹俊梅，罗毅波，石京山 宋希强，何碧珠，彭东辉 黄瑞宝 | 福建农林大学 中国热带农业科学院热带作物品种资源研究所 中国科学院华南植物园 遵义医科大学 中国科学院植物研究所 海南大学 福建连城兰花股份有限公司                                                 | 福建省                     |
| 10   | J-202-2-05   | 人造板连续平压生产线节能高效关键技术                         | 杜官本，雷洪，李涛洪 杨志强，刘翔，储键基 刘保卫，王辉，周晓剑 文天国       | 西南林业大学 上海人造板机器厂有限公司 云南新泽兴人造板有限公司 东营正和木业有限公司 商丘市鼎丰木业股份有限公司                                                                                 | 云南省                     |
| 11   | J-203-2-01   | 蛋鸭种质创新与产业化                                         | 卢立志，陈国宏，李柳萌 黄瑜，孙静，沈军达 徐琪，曾涛，李清逸 陈黎           | 浙江省农业科学院 扬州大学 诸暨市国伟禽业发展有限公司 湖北省农业科学院畜牧兽医研究所 福建省农业科学院畜牧兽医研究所 湖北神丹健康食品有限公司                                                    | 浙江省                     |
| 12   | J-203-2-02   | 猪健康养殖的饲用抗生素替代关键技术及应用                     | 汪以真，冯杰，江青艳 杨彩梅，胡彩虹，邓近平 李浙烽，刘雪连，杜华华 路则庆   | 浙江大学 华南农业大学 北京大北农科技集团股份有限公司 浙江农林大学 浙江惠嘉生物科技股份有限公司 杭州康德权饲料有限公司 天邦食品股份有限公司                                                     | 中国农学会                 |
| 13   | J-203-2-03   | 动物专用新型抗菌原料药及制剂创制与应用                       | 刘雅红，吴连勇，黄青山 曾振灵，方炳虎，黄显会 程雪娇，孔梅，丁焕中 张晓会   | 华南农业大学 齐鲁动物保健品有限公司 上海高科联合生物技术研发有限公司 广东温氏大华农生物科技有限公司 天津市中升挑战生物科技有限公司 洛阳惠中兽药有限公司                                        | 广东省                     |
| 14   | J-203-2-04   | 家畜养殖数字化关键技术与智能饲喂装备创制及应用               | 熊本海，蒋林树，杨亮 胡肄农，罗清尧，罗远明 曹沛，温志芬，高华杰 郑姗姗     | 中国农业科学院北京畜牧兽医研究所 北京农学院 江苏省农业科学院 河南南商农牧科技股份有限公司 无锡市富华科技有限责任公司 温氏食品集团股份有限公司 北京大北农科技集团股份有限公司                   | 北京市                     |
| 15   | J-203-2-05   | 饲草优质高效青贮关键技术与应用                               | 杨富裕，玉柱，张建国 徐春城，许庆方，刘忠宽 丁武蓉，徐智明，李存福 谢建将   | 中国农业大学 华南农业大学 兰州大学 山西农业大学 河北省农林科学院农业资源环境研究所 全国畜牧总站 四川高福记生物科技有限公司                                                                     | 中国农学会                 |
| 16   | J-203-2-06   | 草鱼健康养殖营养技术创新与应用                               | 周小秋，邝声耀，冯琳 戈贤平，刘辉芬，姜维丹 米海峰，吴培，刘扬 唐凌         | 四川农业大学 通威股份有限公司 广州市科虎生物技术研究开发中心 四川省畜牧科学研究院 四川省畜科饲料有限公司 中国水产科学研究院淡水渔业研究中心 成都美溢德生物技术有限公司                         | 四川省                     |
| 17   | J-204-2-01   | 优质专用小麦生产关键技术百问百答                             | 赵广才，常旭虹，王德梅 杨玉双，陶志强，王艳杰 吕修涛，马少康，杨天桥 舒薇   | | 农业农村部                 |
| 18   | J-204-2-02   | 《急诊室故事》医学科普纪录片                                 | 方秉华，王韬，曾荣 孙烽，徐建青，王昕轶 杨光，朱建辉                        | | 上海市                     |
| 19   | J-205-2-01   | 高落差高压电缆线路无损施工技术创新及应用                     | 何光华                                                                      | 国网江苏省电力有限公司 | 中华全国总工会             |
| 20   | J-205-2-02   | 镍阳极泥中铂钯铑铱绿色高效提取技术                           | 潘从明                                                                      | 金川集团股份有限公司 | 中华全国总工会             |
| 21   | J-210-2-01   | 多类型复杂油气藏叠前地震直接反演技术及基础软件工业化         | 印兴耀，吴国忱，宗兆云 王兴谋，高建虎，杜向东 张广智，张繁昌，曹丹平 王玉梅 | 中国石油大学（华东） 中国石油化工股份有限公司胜利油田分公司 中海油研究总院有限责任公司 中国石油集团西北地质研究所有限公司                                                                      | 中国石油和化学工业联合会   |
| 22   | J-210-2-02   | 中国西部海相碳酸盐岩层系构造-沉积分异与大规模油气聚集        | 刘树根，蔡勋育，何登发 侯明才，周文，曹俊兴 刘波，陈学华，文华国 孙玮       | 成都理工大学 中国石油化工股份有限公司 中国地质大学（北京） 北京大学 | 四川省                     |
| 23   | J-210-2-03   | 薄储层超稠油高效开发关键技术及应用                           | 孙焕泉，张宗檩，束青林 王顺华，杨元亮，胡渤 吴光焕，孙建芳，谢志勤 伦增珉   | 中国石油化工股份有限公司胜利油田分公司 中国石油化工股份有限公司石油勘探开发研究院 | 中国石油化工集团有限公司   |
| 24   | J-211-2-01   | 玉米精深加工关键技术创新与应用                               | 刘景圣，闵伟红，王玉华 龚魁杰，刘晓兰，郑明珠 许秀颖，蔡丹，孙纯锐 武丽达   | 吉林农业大学 山东省农业科学院作物研究所 齐齐哈尔大学 吉林天景食品有限公司 诸城兴贸玉米开发有限公司 黄龙食品工业有限公司 保龄宝生物股份有限公司                                                 | 吉林省                     |
| 25   | J-211-2-02   | 传统特色肉制品现代化加工关键技术及产业化                     | 王守伟，孔保华，乔晓玲 赵燕，李家鹏，陈文华 臧明伍，李莹莹，施延军 宋忠祥   | 中国肉类食品综合研究中心 东北农业大学 湖南唐人神肉制品有限公司 金字火腿股份有限公司 广州皇上皇集团股份有限公司                                                                                 | 中国轻工业联合会           |
| 26   | J-211-2-03   | 柑橘绿色加工与副产物高值利用产业化关键技术                   | 单杨，李高阳，付复华 苏东林，汪秋安，曲昆生 张菊华，刘伟，丁胜华 沈凡超     | 湖南省农业科学院 烟台安德利果胶股份有限公司 湖南熙可食品有限公司 东莞波顿香料有限公司 湖南大学 绵阳迪澳药业有限公司 辣妹子食品股份有限公司                                                     | 湖南省                     |
| 27   | J-211-2-04   | 功能性乳酸菌靶向筛选及产业化应用关键技术                     | 顾青，何国庆，李平兰 李言郡，郦萍，朱立科 阮晖，陈波，赵广生 林枫翔         | 浙江工商大学 中国农业大学 浙江大学 杭州娃哈哈集团有限公司 浙江一鸣食品股份有限公司 哈尔滨美华生物技术股份有限公司 杭州新希望双峰乳业有限公司                                                   | 浙江省                     |
| 28   | J-212-2-01   | 高性能工业丝节能加捻制备技术与装备及其产业化                 | 梅顺齐，杨华明，聂俭 汪斌，潘松，张明 杨华年，范红勇，徐巧                  | 宜昌经纬纺机有限公司 武汉纺织大学 中国纺织机械（集团）有限公司 北京经纬纺机新技术有限公司 | 中国纺织工业联合会         |
| 29   | J-212-2-02   | 纺织面料颜色数字化关键技术及产业化                           | 张瑞云，忻浩忠，张建祥 沈会良，杨红英，刘淑云 纪峰，王广武，薛文良 葛权耕   | 鲁泰纺织股份有限公司 东华大学 香港理工大学 中原工学院 浙江大学 | 中国纺织工业联合会         |
| 30   | J-213-2-01   | 面向制浆废水零排放的膜制备、集成技术与应用                   | 邢卫红，李卫星，汪勇 杨刚，崔朝亮，范益群 陈强，丁晓斌，张荟钦 汪效祖       | 南京工业大学 南京九思高科技有限公司 南通能达水务有限公司 江苏久吾高科技股份有限公司 | 中国石油和化学工业联合会   |
| 31   | J-213-2-02   | 芯片用超高纯电子级磷酸及高选择性蚀刻液生产关键技术           | 李少平，李国璋，杨超 舒龙，华超，熊涛 王存文，王杰，路明清                  | 湖北兴发化工集团股份有限公司 中国科学院过程工程研究所 武汉工程大学 湖北兴福电子材料有限公司 | 中国石油和化学工业联合会   |
| 32   | J-213-2-03   | 湿法磷酸高值化和清洁生产的微化工技术及应用                   | 骆广生，王邵东，吕阳成 李红林，王凯，田仁道 颜鹏，吴邦文，李维红 杨刚       | 瓮福（集团）有限责任公司 清华大学 | 中国石油和化学工业联合会   |
| 33   | J-213-2-04   | 乙烯装置效益最大化的优化控制技术                             | 杜文莉，钱锋，张利军 智茂轩，李江利，卫达 王振雷，田亮，赵亮 吴剑           | 华东理工大学 中国石化上海石油化工股份有限公司 中国石油化工股份有限公司镇海炼化分公司 中国石油天然气股份有限公司吉林石化分公司 中国石化扬子石油化工有限公司                                     | 上海市                     |
| 34   | J-214-2-01   | 特种高性能橡胶复合材料关键技术及工程应用                     | 张立群，包志方，田明 吴建国，李宏，孙业斌 杨海波，曲成东，孟阳 萨日娜       | 无锡宝通科技股份有限公司 北京化工大学 中国化学工业桂林工程有限公司 | 中国石油和化学工业联合会   |
| 35   | J-214-2-02   | 现代混凝土开裂风险评估与收缩裂缝控制关键技术                 | 刘加平，田倩，王育江 李磊，姚婷，李华 张守治，王文彬，王瑞 高南箫           | 东南大学 江苏苏博特新材料股份有限公司 江苏省建筑科学研究院有限公司 | 中国建筑材料联合会         |
| 36   | J-214-2-03   | 功率型高频宽温低功耗软磁铁氧体关键技术及其产业化             | 严密，白国华，包大新 张雪峰，孙蒋平，马占华 杜阳忠，金佳莹，葛洪良 胡军     | 浙江大学 横店集团东磁股份有限公司 天通控股股份有限公司 杭州电子科技大学 中国计量大学 | 浙江省                     |
| 37   | J-214-2-04   | 地下空间防水防护用高性能多材多层高分子卷材成套技术及工程应用 | 田凤兰，卢咏来，陈永初 韩忠强，熊玉钦，刘志维 唐湘瑜，梁卫业，刘宝印 刘国庆 | 北京东方雨虹防水技术股份有限公司 北京化工大学 岳阳东方雨虹防水技术有限责任公司 北京东方雨虹防水工程有限公司                                                                                    | 中国建筑材料联合会         |
| 38   | J-214-2-05   | 低摩擦固体润滑碳薄膜关键技术及产业化应用                     | 张俊彦，张克金，张斌 米新艳，龙美彪，高凯雄 黄民备，彭龙，王丹 强力         | 中国科学院兰州化学物理研究所 一汽解放汽车有限公司 南岳电控（衡阳）工业技术股份有限公司 | 甘肃省                     |
| 39   | J-215-2-01   | 大尺寸铝合金车轮成型关键技术及应用                           | 张虎，徐佐，张花蕊 徐惠彬，武汉琦，朱志华 李昌海，刘双勇，简伟文 陶同祥     | 北京航空航天大学 中信戴卡股份有限公司 秦皇岛信越智能装备有限公司 佛山市南海奔达模具有限公司 青岛航大新材料技术有限公司                                                                         | 王华明、李元元、聂祚仁     |
| 40   | J-215-2-02   | 红土镍矿冶炼镍铁及冶炼渣增值利用关键技术与应用               | 姜涛，李光辉，胡志清 田伟光，饶明军，罗骏 彭志伟，何丛珍，张元波 梁国燊     | 中南大学 广东广青金属科技有限公司 宝钢德盛不锈钢有限公司 | 教育部                     |
| 41   | J-215-2-03   | 冶金炉窑强化供热关键技术及应用                               | 王华，王冲，刘日新 刘玉强，饶文涛，施哲 孔德颂，王仕博，杨伟 黄夏兰         | 昆明理工大学 中国铜业有限公司 金川集团股份有限公司 北京赛维美高科技有限公司 宝山钢铁股份有限公司                                                                                               | 中国有色金属工业协会       |
| 42   | J-215-2-04   | 绿色高效电弧炉炼钢技术与装备的开发应用                       | 朱荣，黄其明，余维江 马全峰，李景禾，张豫川 魏光升，石秋强，朱贺 谢建       | 中冶赛迪工程技术股份有限公司 北京科技大学 西安电炉研究所有限公司 长春三鼎变压器有限公司 天津钢管集团股份有限公司 无锡红旗除尘设备有限公司 中冶陕压重工设备有限公司                             | 中国冶金科工集团有限公司   |
| 43   | J-215-2-05   | 铝合金节能输电导线及多场景应用                               | 李红英，韩钰，祝志祥 陈保安，杨长龙，党朋 刘蛟蛟，袁骏，马军 汪传斌         | 全球能源互联网研究院有限公司 中南大学 国网辽宁省电力有限公司 上海电缆研究所有限公司 国网湖南省电力有限公司 亨通集团有限公司 远东控股集团有限公司                                               | 中国有色金属工业协会       |
| 44   | J-216-2-01   | 中厚板及难焊材料激光焊接与复杂曲面曲线激光切割技术及装备     | 陈根余，陈焱，张屹 刘旭飞，唐景龙，金湘中 邓时累，范国成，欧阳征定 刘炳伟   | 湖南大学 大族激光科技产业集团股份有限公司 郑州宇通客车股份有限公司 | 教育部                     |
| 45   | J-216-2-02   | 塑料注射成形过程形性智能调控技术及装备                       | 周华民，张云，赵朋 李德群，陈宇宏，黄志高 饶启琛，徐斌，沈亚强 汪智勇       | 华中科技大学 浙江大学 博创智能装备股份有限公司 中国航发北京航空材料研究院 瑞声光电科技（常州）有限公司 深圳市兆威机电股份有限公司 群达模具（深圳）有限公司                                     | 单忠德 李培根 王振国       |
| 46   | J-216-2-03   | 商用车机械自动变速式混合动力系统总成关键技术及其产业化应用   | 李亮，王钦普，李磊 宋健，杨超，王翔宇 秦志东，刘国庆，李红志 潘凤文         | 清华大学 苏州绿控传动科技股份有限公司 潍柴动力股份有限公司 中国重型汽车集团有限公司 北汽福田汽车股份有限公司 中通客车控股股份有限公司                                                          | 北京市                     |
| 47   | J-216-2-04   | 重载列车与轨道相互作用安全保障关键技术及工程应用             | 王开云，翟婉明，孟宪洪 刘鹏飞，于跃斌，张志和 许仲兵，王勇，陈再刚 凌亮     | 西南交通大学 朔黄铁路发展有限责任公司 中车齐齐哈尔车辆有限公司 中车大同电力机车有限公司 成都畅通宏远科技股份有限公司                                                                           | 四川省                     |
| 48   | J-216-2-05   | 高端印制电路板高效高可靠性微细加工技术与应用                 | 王成勇，付连宇，郑李娟 王成勇，徐涛，屈建国 詹世敬，陈正清，崔荣 张伦强     | 广东工业大学 深圳市金洲精工科技股份有限公司 深南电路股份有限公司 株洲硬质合金集团有限公司 广州杰赛科技股份有限公司 生益电子股份有限公司 深圳市柳鑫实业股份有限公司                             | 广东省                     |
| 49   | J-21701-2-01 | 燃煤电站硫氮污染物超低排放全流程协同控制技术及工程应用       | 向军，胡松，张瑾 张开元，苏胜，吴雪萍 汪一，于宝成，王乐乐 李德波           | 华中科技大学 武汉龙净环保工程有限公司 北京清新环境技术股份有限公司 福建龙净环保股份有限公司 苏州西热节能环保技术有限公司 广东电科院能源技术有限责任公司 武汉天和技术股份有限公司               | 湖北省                     |
| 50   | J-21701-2-02 | 跨临界CO2热泵的并行复合循环关键技术及其应用                  | 曹锋，彭学院，水春雨 贾晓晗，漆鹏程，王守国 李钢，唐学平，殷翔 冯健美       | 西安交通大学 中国铁道科学研究院集团有限公司 江苏白雪电器股份有限公司 山东美琳达再生能源开发有限公司                                                                                            | 陕西省                     |
| 51   | J-21701-2-03 | 新型多温区SCR脱硝催化剂与低能耗脱硝技术及应用                | 杨勇平，陆强，张东晓 沈明忠，董长青，赵莉 程俊峰，朱跃，乔凯荣 曲艳超       | 华北电力大学 中国华电集团有限公司 中国华电科工集团有限公司 华电电力科学研究院有限公司 北京华电光大环境股份有限公司 北京清新环境技术股份有限公司                                                | 教育部                     |
| 52   | J-21702-2-01 | 青藏地区可再生能源独立供电系统关键技术及工程应用             | 王伟胜，刘纯，丁明 何国庆，许洪华，唐成虹 李光辉，余勇，刘晓明 刘芳         | 中国电力科学研究院有限公司 合肥工业大学 国电南瑞科技股份有限公司 北京科诺伟业科技股份有限公司 阳光电源股份有限公司 国网西藏电力有限公司 龙源西藏新能源有限公司                                 | 中国电机工程学会           |
| 53   | J-21702-2-02 | 电制热储热提升电网消纳风电能力的关键技术与规模化应用         | 葛维春，黄其励，陈群 朱建新，王建国，邢作霞 刘富家，李家珏，王顺江 葛延峰   | 国网辽宁省电力有限公司 沈阳世杰电器有限公司 沈阳工业大学 东北电力大学 清华大学 北京科东电力控制系统有限责任公司 国网吉林省电力有限公司                                                         | 辽宁省                     |
| 54   | J-21702-2-03 | 千万千瓦级风光电集群源网协调控制关键技术及应用               | 汪宁渤，徐泰山，马世英 王多，鲁宗相，周强 刘文颖，周识远，马彦宏 王昊昊     | 国网甘肃省电力公司 国电南瑞科技股份有限公司 中国电力科学研究院有限公司 清华大学 华北电力大学 许继集团有限公司 国电甘肃电力有限公司                                                             | 甘肃省                     |
| 55   | J-219-2-01   | 高性能MEMS器件设计与制造关键技术及应用                       | 黄庆安，周再发，聂萌 徐波，夏长奉，黄见秋 李伟华，唐洁影，朱真 王磊         | 东南大学 江苏英特神斯科技有限公司 无锡华润上华科技有限公司 | 教育部                     |
| 56   | J-219-2-02   | 面向柔性光电子的微纳制造关键技术与应用                       | 陈林森，方宗豹，周小红 浦东林，朱鹏飞，魏国军 叶燕，朱昊枢，朱鸣 张恒       | 苏州大学 苏州苏大维格科技集团股份有限公司 | 江苏省                     |
| 57   | J-220-2-01   | 高效能异构并行调度关键技术及应用                             | 李肯立，刘杰，唐卓 李仁发，张云泉，刘文彬 李哲涛，秦拯，李姗姗 彭绍亮       | 湖南大学 中国人民解放军国防科技大学 中国科学院计算技术研究所 湖南长城信息金融设备有限责任公司                                                                                                  | 湖南省                     |
| 58   | J-220-2-02   | 支持互联网级关键核心业务的分布式数据库系统                   | 周傲英，钱卫宁，蔡鹏 周烜，陈海林，胡卉芪 张蓉，张召，董启文 高明           | 华东师范大学 珍岛信息技术（上海）股份有限公司 | 上海市                     |
| 59   | J-220-2-03   | 面向公共安全的大规模监控视频智能处理技术及应用               | 李波，朱江，胡海苗 李欣，廖胜才，王蓉 雷震，姜伟浩，刘偲 郑锦               | 北京航空航天大学 杭州海康威视数字技术股份有限公司 中国科学院自动化研究所 中国人民公安大学 | 赵沁平 张广军 樊邦奎       |
| 60   | J-220-2-04   | 编码摄像关键技术及应用                                       | 季向阳，王贵锦，张永兵 刘振宇，杨艺，李晓波 万鹏飞，张刚，施陈博 连晓聪     | 清华大学 清华大学深圳研究生院 凌云光技术集团有限责任公司 淘宝（中国）软件有限公司 厦门美图之家科技有限公司 北京数码视讯科技股份有限公司                                                        | 工业和信息化部             |
| 61   | J-22101-2-01 | 绿色公共建筑环境与节能设计关键技术研究及应用                 | 林波荣，徐宏庆，李晓锋 朱颖心，曹彬，邵双全 肖伟，李紫微，王者 代宏峰       | 清华大学 北京市建筑设计研究院有限公司 中国科学院理化技术研究所 中建一局集团建设发展有限公司 北京清华同衡规划设计研究院有限公司                                                                 | 北京市                     |
| 62   | J-22101-2-02 | 大跨度结构技术创新与工程应用                                 | 朱忠义，束伟农，张晋勋 王泽强，刘枫，陈凯 郑云，蔡蕾，周忠发 周黎光         | 北京市建筑设计研究院有限公司 中冶建筑研究总院有限公司 中国建筑科学研究院有限公司 北京城建集团有限责任公司 江苏沪宁钢机股份有限公司 北京市建筑工程研究院有限责任公司                            | 中国钢结构协会             |
| 63   | J-22101-2-03 | 混凝土结构非接触式检测评估与高效加固修复关键技术             | 吴刚，何小元，魏洋 蒋剑彪，窦勇芝，刘钊 王春林，谢正元，李金涛 田永丁       | 东南大学 北京特希达科技有限公司 柳州欧维姆机械股份有限公司 南京林业大学 柳州欧维姆工程有限公司 北京九通衢检测技术股份有限公司                                                                  | 中国公路学会               |
| 64   | J-22102-2-01 | 长大深埋挤压性围岩铁路隧道设计施工关键技术及应用             | 赵勇，李国良，李雷 熊春庚，刘志春，杨木高 肖广智，李宁，李响 张旭东         | 中铁第一勘察设计院集团有限公司 中国铁路经济规划研究院有限公司 兰渝铁路有限责任公司 石家庄铁道大学 中铁十一局集团有限公司 中铁西南科学研究院有限公司 中铁十二局集团有限公司                     | 中国铁路总公司             |
| 65   | J-22102-2-02 | 河谷场地地震动输入方法及工程抗震关键技术                     | 高玉峰，王景全，吴勇信 韩强，肖杨，曾永平 张宁，张飞，胡遵福 刘夫江         | 河海大学 中铁二院工程集团有限责任公司 东南大学 重庆大学 北京工业大学 山东省临沂市水利勘测设计院 山东临沂水利工程总公司                                                                         | 教育部                     |
| 66   | J-22102-2-03 | 强风作用下高速铁路桥上行车安全保障关键技术及应用             | 何旭辉，韩艳，邹云峰 郭文华，王浩，苏伟 李龙安，敬海泉，文望青 郭向荣       | 中南大学 中铁大桥勘测设计院集团有限公司 中国铁路设计集团有限公司 中铁第四勘察设计院集团有限公司 长沙理工大学 东南大学 高速铁路建造技术国家工程实验室                                           | 詹天佑科学技术发展基金会   |
| 67   | J-222-2-01   | 复杂水域动力特征和生境要素模拟与调控关键技术及应用           | 陈永灿，李嘉，刘昭伟 李翀，江春波，安瑞冬 吕平毓，邓云，朱德军 李然         | 清华大学 四川大学 西南科技大学 中国长江三峡集团有限公司 长江水利委员会水文局长江上游水文水资源勘测局                                                                                           | 水利部                     |
| 68   | J-222-2-02   | 长三角地区城市河网水环境提升技术与应用                       | 李云，范子武，唐洪武 吴时强，陈求稳，朱雪诞 顾正华，谢忱，吴修锋 许明       | 水利部交通运输部国家能源局南京水利科学研究院 河海大学 上海勘测设计研究院有限公司 浙江大学 江河瑞通（北京）技术有限公司 江苏省环境科学研究院 南京瑞迪建设科技有限公司                           | 中国水利学会               |
| 69   | J-22301-2-01 | 黄河中下游地区粉土路基建造支撑技术及工程应用                 | 崔新壮，李晋，张军辉 张炯，吴万平，孙亚刚 黄志福，张珂，王广月 王园         | 山东大学 山东交通学院 长沙理工大学 山东省交通规划设计院 中交一公局集团有限公司 中交第二公路勘察设计研究院有限公司 安徽省交通控股集团有限公司                                                   | 山东省                     |
| 70   | J-22301-2-02 | 公路桥梁检测新技术研发与应用                                 | 周建庭，张劲泉，杜博文 张洪，廖棱，马虎 傅宇方，张奔牛，周海俊 王福敏       | 重庆交通大学 交通运输部公路科学研究所 北京航空航天大学 深圳大学 重庆市轨道交通（集团）有限公司 林同棪国际工程咨询（中国）有限公司 招商局重庆交通科研设计院有限公司                             | 中国公路学会               |
| 71   | J-22301-2-03 | 车用高性能制动系统关键技术及产业化                           | 张俊智，王丽芳，施正堂 龙元香，燕少德，何承坤 李芳，李立刚，苟晋芳 袁野     | 清华大学 浙江亚太机电股份有限公司 广州瑞立科密汽车电子股份有限公司 中国科学院电工研究所 | 中国汽车工程学会           |
| 72   | J-22302-2-01 | 中国民航数字化协同管制新技术及应用                           | 朱衍波，蔡开泉，罗喜伶 康南，马兵，严勇杰 唐晔旸，闫然，孙小倩 赵亮         | 北京航空航天大学 民航数据通信有限责任公司 中国民用航空局空中交通管理局 中国电子科技集团公司第二十八研究所 南京莱斯信息技术股份有限公司                                                         | 徐向阳 周志成 王巍         |
| 73   | J-22302-2-02 | 大型飞机研制强度关键技术及应用                               | 王彬文，段世慧，董登科 牟让科，杨胜春，韩克岑 王正龙，聂小华，弓云昭 陈先民 | 中国飞机强度研究所 中国商用飞机有限责任公司上海飞机设计研究院 中航通飞研究院有限公司 | 中国航空学会               |
| 74   | J-22302-2-03 | 高速铁路高性能混凝土成套技术与工程应用                       | 何华武，谢永江，谢友均 王玲，李化建，王召祜 陈惠苏，龙广成，王立军 仲新华   | 中国铁道科学研究院集团有限公司 中南大学 东南大学 中国建筑材料科学研究总院有限公司 中国铁路设计集团有限公司 中铁十二局集团有限公司 中铁四局集团有限公司                                         | 中国铁路总公司             |
| 75   | J-22302-2-04 | 近浅海新型构筑物设计、施工与安全保障关键技术                 | 李华军，张鸿，刘勇 梁丙臣，翟世鸿，张永涛 杨秀礼，唐桥梁，廖绍华 黄维平     | 中国海洋大学 中交第二航务工程局有限公司 中国港湾工程有限责任公司 中石化石油工程设计有限公司 中交武汉港湾工程设计研究院有限公司                                                                 | 青岛市                     |
| 76   | J-230-2-01   | 新能源汽车能源系统关键共性检测技术及标准体系                 | 杨世春，吴志新，王芳 张彩萍，张欣，陈飞 刘震，周荣，秦兴才 刘桂彬           | 北京航空航天大学 中国汽车技术研究中心有限公司 北京交通大学 福建星云电子股份有限公司 天津力神电池股份有限公司                                                                                   | 中国汽车工程学会           |
| 77   | J-230-2-02   | 食品中化学性有害物检测关键技术创新及应用                     | 张峰，杨丙成，岳振峰 陈达，国伟，何艳玲 王秀娟，贾东芬                      | 中国检验检疫科学研究院 华东理工大学 深圳出入境检验检疫局食品检验检疫技术中心 天津大学 北京陆桥技术股份有限公司 北京六角体科技发展有限公司                                                      | 国家市场监督管理总局       |
| 78   | J-230-2-03   | 考古现场脆弱性文物临时固型提取及其保护技术                   | 罗宏杰，周铁，容波 韩向娜，房强，黄晓 张秉坚，姜标，王春燕 李伟东           | 秦始皇帝陵博物院 中国科学院上海硅酸盐研究所 上海大学 中国科学院上海有机化学研究所 浙江大学 北京科技大学                                                                                        | 国家文物局                 |
| 79   | J-231-2-01   | 稻田镉砷污染阻控关键技术与应用                               | 李芳柏，黄道友，马义兵 林玉锁，刘晓文，李永涛 刘代欢，刘传平，刘承帅 朱奇宏 | 广东省生态环境技术研究所 中国科学院亚热带农业生态研究所 中国农业科学院农业资源与农业区划研究所 生态环境部南京环境科学研究所 环境保护部华南环境科学研究所 华南农业大学 永清环保股份有限公司     | 广东省                     |
| 80   | J-231-2-02   | 大型污水厂污水污泥臭气高效处理工程技术体系与应用             | 张辰，周琪，朱南文 谭学军，张欣，谢丽 邹伟国，王磊，王逸贤 董磊             | 上海市政工程设计研究总院（集团）有限公司 同济大学 上海交通大学 | 上海市                     |
| 81   | J-231-2-03   | 煤矸石山自燃污染控制与生态修复关键技术及应用                 | 胡振琪，汪云甲，赵平 赵艳玲，张成梁，肖亚宁 李海东，谷明川，冯国宝 李美生   | 中国矿业大学（北京） 中国矿业大学 生态环境部南京环境科学研究所 山西潞安矿业（集团）有限责任公司 北京东方园林环境股份有限公司 中国平煤神马能源化工集团有限责任公司 阳泉煤业（集团）股份有限公司 | 教育部                     |
| 82   | J-231-2-04   | 淮河流域闸坝型河流废水治理与生态安全利用关键技术             | 李爱民，安树青，徐洪斌 买文宁，何争光，李洁 谭云飞，李睿华，谢显传 刘福强   | 南京大学 郑州大学 河南省环境保护科学研究院 郑州市污水净化有限公司 南京大学盐城环保技术与工程研究院 南京环保产业创新中心有限公司 河南君和环保科技有限公司                                       | 中国环境科学学会           |
| 83   | J-231-2-05   | 工业园区有毒有害气体光学监测技术及应用                       | 刘建国，刘诚，张玉钧 李相贤，谢品华，徐亮 何莹，敖小强，吴华峰 付强         | 中国科学院合肥物质科学研究院 中国科学技术大学 合肥学院 中国环境监测总站 北京雪迪龙科技股份有限公司 合肥金星机电科技发展有限公司 安徽蓝盾光电子股份有限公司                                     | 安徽省                     |
| 84   | J-231-2-06   | 废弃物焚烧与钢铁冶炼二恶英污染控制技术与对策                 | 郑明辉，李咸伟，刘文彬 孙阳昭，姜鸿安，俞勇梅 任志远，刘国瑞，苏贵金 何晓蕾 | 中国科学院生态环境研究中心 宝山钢铁股份有限公司 环境保护部环境保护对外合作中心 中科实业集团（控股）有限公司                                                                                    | 中国科学院                 |
| 85   | J-231-2-07   | 炼化含硫废气超低硫排放及资源化利用成套技术开发与应用         | 刘爱华，商剑峰，曹东学 王玉亮，王吉平，陈齐全 胡敏，刘剑利，高步良          | 中国石油化工股份有限公司齐鲁分公司 中国石油化工股份有限公司中原油田普光分公司 山东齐鲁科力化工研究院有限公司 中石化洛阳工程有限公司 中国石油化工股份有限公司九江分公司                         | 中国石油化工集团有限公司   |
| 86   | J-232-2-01   | 重大工程滑坡动态评价、监测预警与治理关键技术                 | 唐辉明，胡新丽，李长冬 王亮清，熊承仁，吴益平 张世殊，章广成，黄书岭 吴琼   | 中国地质大学（武汉） 中国电建集团成都勘测设计研究院有限公司 长江水利委员会长江科学院 | 湖北省                     |
| 87   | J-232-2-02   | 空间高性能紫外/真空紫外光谱探测技术及应用                    | 王淑荣，宋克非，林冠宇 黄煜，薛庆生，马庆军 汪龙祺，杨小虎，李占峰 李博     | 中国科学院长春光学精密机械与物理研究所 | 吉林省                     |
| 88   | J-233-2-01   | 血液系统疾病出凝血异常诊疗新策略的建立及推广应用             | 吴德沛，阮长耿，韩悦 武艺，陈苏宁，黄玉辉 王兆钺，戴克胜，傅建新 赵益明     | 苏州大学附属第一医院 苏州大学 | 江苏省                     |
| 89   | J-233-2-02   | 急性冠脉综合征精准介入诊疗体系的建立与应用                   | 于波，霍勇，候静波 贾海波，王挺，田进伟 邢磊，胡思宁，代建南 马丽佳         | 哈尔滨医科大学 北京大学第一医院 乐普（北京）医疗器械股份有限公司 | 张运、程京、孟安明         |
| 90   | J-233-2-03   | 乳腺癌精准诊疗关键技术创新与应用                             | 徐兵河，马飞，孙强 袁芃，林东昕，代敏 王佳玉，张频，李青 张保宁             | 中国医学科学院肿瘤医院 中国医学科学院北京协和医院 | 中国医疗保健国际交流促进会 |
| 91   | J-233-2-04   | 肺癌精准诊疗关键技术研究与推广应用                           | 周彩存，张艰，范云 许川，许亚萍，任胜祥 苏春霞，蒋涛，何伟 孙苏彭           | 同济大学 中国人民解放军空军军医大学第一附属医院 浙江省肿瘤医院 中国人民解放军陆军军医大学 格诺思博生物科技南通有限公司 杭州凯保罗生物科技有限公司                                              | 上海市                     |
| 92   | J-233-2-05   | 消化系统肿瘤分子标志物的发现及临床应用                       | 徐瑞华，王峰，骆卉妍 关新元，元云飞，云径平 康铁邦，邵建永，鞠怀强 邱妙珍   | 中山大学肿瘤防治中心 | 中华医学会                 |
| 93   | J-233-2-06   | 基于外周血分子分型的肺癌个体化诊疗体系建立及临床推广应用     | 王洁，王绿化，王志杰 毕楠，陈克能，白桦 白凡，高亦博，段建春 阮力           | 北京协和医学院 北京肿瘤医院 厦门艾德生物医药科技股份有限公司 北京大学 | 教育部                     |
| 94   | J-233-2-07   | 内镜微创治疗食管疾病技术体系的创建与推广                     | 周平红，徐美东，姚礼庆 钟芸诗，李全林，张轶群 陈巍峰，蔡明琰，胡健卫 陈涛   | 复旦大学附属中山医院 | 上海市                     |
| 95   | J-233-2-08   | 心血管疾病磁共振诊断体系的创建与应用                         | 赵世华，陆敏杰，何作祥 陈秀玉，张岩，程怀兵 闫朝武，尹刚，兰天 戴琳琳       | 中国医学科学院阜外医院 | 国家卫生健康委员会         |
| 96   | J-234-2-01   | 雪莲、人参等药用植物细胞和不定根培养及产业化关键技术         | 黄璐琦，刘汉石，袁媛 邵爱娟，刘雅萍，高文远 陈美兰，刘禹，王娟 刘娟         | 大连普瑞康生物技术有限公司 中国中医科学院中药研究所 天津大学 | 大连市                     |
| 97   | J-234-2-02   | 针刺治疗缺血性中风的理论创新与临床应用                       | 许能贵，符文彬，刘健华 徐振华，唐纯志，易玮， 王舒，杨骏，崔韶阳 王琳       | 广州中医药大学 广东省中医院 天津中医药大学第一附属医院 安徽中医药大学第一附属医院 广州中医药大学深圳医院（福田）                                                                               | 国家中医药管理局           |
| 98   | J-234-2-03   | 中药制造现代化——固体制剂产业化关键技术研究及应用             | 刘红宁，杨世林，杨明 朱卫丰，刘旭海，罗晓健 廖正根，陈丽华，郑琴 杨明（女） | 江西中医药大学 江中药业股份有限公司 江西济民可信集团有限公司 天水华圆制药设备科技有限责任公司 北京翰林航宇科技发展股份公司 哈尔滨纳诺机械设备有限公司                                          | 江西省                     |
| 99   | J-234-2-04   | 脑卒中后功能障碍中西医结合康复关键技术及临床应用             | 陈立典，陶静，陈智轩 李湄珍，黄佳，薛偕华 杨珊莉，柳维林，胡海霞 邢金秋     | 福建中医药大学 香港理工大学 香港大学 广州一康医疗设备实业有限公司 | 中国中西医结合学会         |
| 100  | J-234-2-05   | 基于中医原创思维的中药药性理论创新与应用                     | 王振国，张冰，邓家刚 刘树民，付先军，王世军 李峰，曾英姿，张聪 王厚伟       | 山东中医药大学 北京中医药大学 广西中医药大学 黑龙江中医药大学 山东沃华医药科技股份有限公司 上海医药集团青岛国风药业股份有限公司                                                                | 国家中医药管理局           |
| 101  | J-235-2-01   | 新型稀缺酶资源研发体系创建及其在医药领域应用                 | 谢恬，许新德，陈侠斌 王秋岩，殷晓浦，曾昭武 王安明，陈大竞，侯书荣 徐晓玲   | 杭州师范大学 浙江医药股份有限公司新昌制药厂 | 教育部                     |
| 102  | J-235-2-02   | 药物新制剂中乳化关键技术体系的建立与应用                     | 张强，张雪霞，赵焰平 夏桂民，代文兵，周丽莹 刘树林，王会娟，吴翠栓 王学清   | 北京大学 华北制药股份有限公司 北京泰德制药股份有限公司 华北制药集团新药研究开发有限责任公司 北京德立福瑞医药科技有限公司                                                                       | 北京市                     |
| 103  | J-235-2-03   | 依替米星和庆大霉素联产的绿色、高效关键技术创新及产业化       | 陈代杰，李继安，袁耀佐 胡东辉，林惠敏，王海东 廖廷秀，戴俊，张会敏 陈舟舟   | 上海交通大学 上海医药工业研究院 常州方圆制药有限公司 江苏省食品药品监督检验研究院 河南仁华生物科技有限公司 海南爱科制药有限公司 内蒙古普因药业有限公司                                         | 陈芬儿 欧阳平凯 钱旭红     |
| 104  | J-235-2-04   | 头孢西酮钠等系列头孢类药物共性关键技术及产业化               | 杜冠华，李明华，孙松 陈雨，王福清，吕扬 李明杰，刘明霞，宋良伟 宋丽丽       | 山东罗欣药业集团股份有限公司 中国医学科学院药物研究所 山东罗欣药业集团恒欣药业有限公司 山东裕欣药业有限公司 中科医药行业生产力促进中心有限公司                                                 | 中国商业联合会             |
| 105  | J-235-2-05   | 人类重大传染病动物模型体系的建立及应用                       | 秦川，高一村，鲍琳琳 公雪杰，高虹，魏强 陈福和，邓巍，马元武 杨文龙         | 中国医学科学院医学实验动物研究所 香港大学 北京科兴生物制品有限公司 | 徐建国 袁国勇 曾益新       |
| 106  | J-236-2-01   | 超高速超长距离T比特光传输系统关键技术与工程实现              | 忻向军，刘博，常天海 唐明，李良川，张丽佳 司明钢，卢彦兆，张琦              | 北京邮电大学 华为技术有限公司 华中科技大学 | 中国电子学会               |
| 107  | J-236-2-02   | 北斗性能提升与广域分米星基增强技术及应用                     | 周建华，陈俊平，薛瑞 赵金贤，许祥滨，袁本银 曹月玲，巩秀强，赵鹤 李锐       | 北京卫星导航中心 中国科学院上海天文台 北京航空航天大学 上海司南卫星导航技术股份有限公司 上海华测导航技术股份有限公司 泰斗微电子科技有限公司 北京神州天鸿科技有限公司                           | 中国测绘学会               |
| 108  | J-236-2-03   | 大容量弹性化灵活带宽光网络技术创新与规模应用                 | 张杰，赵永利，李晗 罗军，邹洪强，张德江 白立荣，罗贤龙，杨辉 李允博         | 北京邮电大学 华为技术有限公司 中国移动通信集团有限公司 | 工业和信息化部             |
| 109  | J-25101-2-01 | 防治农作物主要病虫害绿色新农药新制剂的研制及应用             | 宋宝安，覃兆海，唐静 郭荣，李卫国，金林红 胡德禹，单炜力，杨松 唐卫         | 贵州大学 中国农业大学 广西田园生化股份有限公司 全国农业技术推广服务中心 农业农村部农药检定所 江苏耕耘化学有限公司                                                                              | 中国农学会                 |
| 110  | J-25101-2-02 | 黑土地玉米长期连作肥力退化机理与可持续利用技术创建及应用     | 王立春，赵兰坡，边少锋 任军，王琦，王鸿斌 朱平，宋凤斌，安景文 王俊河       | 吉林省农业科学院 吉林农业大学 中国农业大学 中国科学院东北地理与农业生态研究所 辽宁省农业科学院 黑龙江省农业科学院齐齐哈尔分院                                                                  | 吉林省                     |
| 111  | J-25101-2-03 | 植物源油脂包膜肥控释关键技术创建与应用                       | 樊小林，王学江，解永军 高强，谢江辉，刘芳 张立丹，孟远夺，鲁剑巍 刘海林     | 华南农业大学 五洲丰农业科技有限公司 施可丰化工股份有限公司 吉林农业大学 中国热带农业科学院南亚热带作物研究所 华中农业大学 全国农业技术推广服务中心                                             | 中国农学会                 |
| 112  | J-25101-2-04 | 花生抗逆高产关键技术创新与应用                               | 万书波，张智猛，李新国 李林，吴正锋，郭峰 张佳蕾，李向东，王铭伦 杨莎       | 山东省农业科学院 青岛农业大学 山东农业大学 湖南农业大学 史丹利农业集团股份有限公司 青岛万农达花生机械有限公司                                                                                  | 山东省                     |
| 113  | J-25101-2-05 | 重大蔬菜害虫韭蛆绿色防控关键技术创新与应用                   | 张友军，魏启文，于毅 吴青君，薛明，刘峰 魏国树，许国庆，刘长仲 史彩华       | 中国农业科学院蔬菜花卉研究所 全国农业技术推广服务中心 山东省农业科学院植物保护研究所 天津市植物保护研究所 山东农业大学 长江大学 甘肃农业大学                                                   | 农业农村部                 |
| 114  | J-25101-2-06 | 茶叶中农药残留和污染物管控技术体系创建及应用                 | 陈宗懋，罗逢健，周利 楼正云，郑尊涛，张新忠 赵颖，孙荷芝，杨梅 王新茹       | 中国农业科学院茶叶研究所 农业部农药检定所 浙江大学 | 农业农村部                 |
| 115  | J-25103-2-01 | 北方玉米少免耕高速精量播种关键技术与装备                     | 李洪文，张东兴，何进 杨丽，王庆杰，孙士明 张旭东，刁培松，张晋国 吴运涛     | 中国农业大学 黑龙江省农业机械工程科学研究院 辽宁省农业机械化研究所 山东理工大学 河北农业大学 河北农哈哈机械集团有限公司                                                                        | 中国农学会                 |
| 116  | J-25103-2-02 | 肉品风味与凝胶品质控制关键技术研发及产业化应用               | 周光宏，徐幸莲，李春保 祝义亮，章建浩，韩青荣 彭增起，朱俭军，张万刚 王虎虎 | 南京农业大学 江苏雨润肉类产业集团有限公司 嘉兴艾博实业有限公司 浙江华统肉制品股份有限公司 | 教育部                     |
| 117  | J-25103-2-03 | 水产集约化养殖精准测控关键技术与装备                         | 李道亮，杨信廷，陈英义 邢克智，吴华瑞，阮怀军 傅泽田，翟介明，蒋永年 黄训松 | 中国农业大学 北京农业信息技术研究中心 天津农学院 山东省农业科学院科技信息研究所 莱州明波水产有限公司 江苏中农物联网科技有限公司 福建上润精密仪器有限公司                                       | 中国农学会                 |
| 118  | J-25103-2-04 | 砒砂岩与沙复配成土造田关键技术及工程应用                     | 韩霁昌，解建仓，刘彦随 成生权，王曙光，罗林涛 范王涛，李瑞，张扬 王欢元     | 陕西省土地工程建设集团有限责任公司 中国科学院地理科学与资源研究所 西安理工大学 | 自然资源部                 |
| 119  | J-25201-2-01 | 国产卫星准实时厘米级精密定轨系统及其重大工程应用             | 赵齐乐，李敏，王猛 刘经南，郭靖，刘迎娜 耿涛，胡志刚，陈国 岳富占           | 武汉大学 航天恒星科技有限公司 | 中国测绘学会               |
| 120  | J-25201-2-02 | 深部资源电磁探测理论技术突破与应用                           | 底青云，薛国强，方广有 张一鸣，王中兴，罗小南 高菊生，朱万华，安志国 付长民 | 中国科学院地质与地球物理研究所 中国科学院电子学研究所 北京工业大学 河南省有色金属地质矿产局 西北有色地质矿业集团有限公司                                                                       | 中国科学院                 |
| 121  | J-25201-2-03 | 西部山区大型滑坡潜在隐患早期识别与监测预警关键技术           | 许强，汤明高，刘春 廖明生，巨能攀，胡伟 朱星，张路，黄学斌 李慧生           | 成都理工大学 同济大学 武汉大学 中国地质调查局武汉地质调查中心 深圳市北斗云信息技术有限公司 | 四川省                     |
| 122  | J-25201-2-04 | 超慢速扩张洋中脊热液硫化物发现与探测关键技术创新             | 陶春辉，李家彪，李波 席振铢，周建平，刘敬彪 叶瑛，韩喜球，李振清 孙元宏     | 自然资源部第二海洋研究所 北京先驱高技术开发公司 中国地质大学（北京） 中国地质科学院矿产资源研究所 中南大学 浙江大学 杭州电子科技大学                                                           | 中国海洋工程咨询协会       |
| 123  | J-25202-2-01 | 易燃易爆危险物质爆炸防控关键技术与装备                       | 王成，聂百胜，李刚 司荣军，钱新明，李润之 苑春苗，韦建树，臧充光 郭俊       | 北京理工大学 中煤科工集团重庆研究院有限公司 中国矿业大学（北京） 东北大学 江苏爵格工业设备有限公司 山西众创达科技有限公司                                                                      | 应急管理部                 |
| 124  | J-25202-2-02 | 贫杂铁矿石资源化利用关键技术集成与工业示范                   | 邵安林，韩跃新，印万忠 李艳军，高 鹏，邓鹏宏 朱一民，李文博，孙永升 郑卫民  | 东北大学 鞍钢集团矿业有限公司 河北钢铁集团滦县司家营铁矿有限公司 | 辽宁省                     |
| 125  | J-25202-2-03 | 复杂地形下长距离大运力带式输送系统关键技术                   | 朱真才，张媛，周满山 李伟，张兆宇，周公博 江帆，李学军，岳彦博 谷明霞       | 中国矿业大学 山东科技大学 力博重工科技股份有限公司 山东欧瑞安电气有限公司 湖南科技大学 泰安英迪利机电科技有限公司                                                                              | 中国煤炭工业协会           |
| 126  | J-253-2-01   | 颌骨缺损功能重建的技术创新与推广应用                         | 张陈平，孙坚，陈晓军 韩正学，吴轶群，季彤 白石柱，曲行舟，刘剑楠 杨溪       | 上海交通大学医学院附属第九人民医院 上海交通大学 首都医科大学附属北京口腔医院 中国人民解放军空军军医大学第三附属医院                                                                            | 张志愿 孙颖浩 赵铱民       |
| 127  | J-253-2-02   | 白内障精准防治关键技术及策略的创新和应用                     | 姚克，申屠形超，闫永彬 徐雯，汤霞靖，朱亚楠 俞一波，王玮，傅秋黎 陈祥军     | 浙江大学医学院附属第二医院 清华大学 | 浙江省                     |
| 128  | J-253-2-03   | 基于脊柱脊髓损伤流行病学及微环境理论的诊疗体系建立与临床应用 | 冯世庆，周跃，胡勇 宁广智，孔晓红，李长青 郑永发，周先虎，张正丰 周恒星     | 天津医科大学总医院 中国人民解放军陆军军医大学第二附属医院 香港大学 南开大学 | 天津市                     |
| 129  | J-253-2-04   | 围术期脓毒症预警与救治关键技术的建立和应用                   | 方向明，舒强，邓小明 于泳浩，王国林，李金宝 徐志南，薄禄龙，林茹 程宝莉     | 浙江大学 上海长海医院 天津医科大学总医院 | 郑树森 沈岩 陈义汉         |
| 130  | J-253-2-05   | 女性盆底功能障碍性疾病治疗体系的建立和推广                   | 朱兰，郎景和，徐弢 鲁永鲜，华克勤，童晓文 金杭美，张晓薇，孙智晶 陈娟       | 北京协和医学院 清华大学 中国人民解放军总医院第四医学中心 复旦大学附属妇产科医院 上海市同济医院 浙江大学医学院附属妇产科医院 广州医科大学附属第一医院                                           | 教育部                     |
| 131  | J-253-2-06   | 基于小儿肝胆胰计算机辅助手术系统研发、临床应用及产业化       | 董蒨，陈永健，卢云 徐文坚，田广野，董岿然 陈哲，朱呈瞻，周显军 王国栋       | 青岛大学附属医院 青岛海信医疗设备股份有限公司 复旦大学附属儿科医院 | 青岛市                     |